# Rogers Cup 2005
Canada Masters 2005 (також відомий під назвою Rogers Masters 2005 і Rogers Cup 2005 за назвою спонсора) — тенісний турнір, що проходив на відкритих кортах з твердим покриттям. Це був 116-й за ліком Мастерс Канада. Належав до серії ATP Masters в рамках Туру ATP 2005, а також до серії Tier I в рамках Туру WTA 2005. Чоловічий турнір відбувся на Uniprix Stadium в Монреалі (Канада) з 8 серпня до 14 серпня 2005 року, а жіночий - в Rexall Centre у Торонто, Ontario, Канада, з 15 серпня до 21 серпня 2005 року.

## Фінальна частина

### Одиночний розряд, чоловіки
Рафаель Надаль —  Андре Агассі, 6–3, 4–6, 6–2
- Для Надаля це був 9-й титул за сезон і 10-й - за кар'єру. Це був його 3-й титул Мастерс за сезон і за кар'єру.

### Одиночний розряд, жінки
Кім Клейстерс —  Жустін Енен-Арденн, 7–5, 6–1
- Для Клейстерс це був 6-й титул за сезон і 27-й - за кар'єру. Це був її 3-й титул Tier I за сезон і 5-й - за кар'єру.

### Парний розряд, чоловіки
Вейн Блек /  Кевін Ульєтт —  Джонатан Ерліх /  Енді Рам, 6–7(5–7), 6–3, 6–0

### Парний розряд, жінки
Анна-Лена Гренефельд /  Мартіна Навратілова —  Кончіта Мартінес /  Вірхінія Руано Паскуаль, 5–7, 6–3, 6–4